# Proto (Venezia)
Nella Repubblica di Venezia, proto era il termine utilizzato per indicare il tecnico di massimo livello per la manutenzione di alcuni edifici o dei sistemi di ingegneria idraulica della Laguna Veneta. 
Ad esempio Jacopo Sansovino, Baldassare Longhena e Pietro Saccardo furono proti della Basilica di San Marco a Venezia, Alessandro Tremignon fu proto per l'Arsenale di Venezia, Andrea Moroni fu proto per la fabbrica della Basilica di Santa Giustina a Padova mentre Andrea Tirali fu proto per il Magistrato alle acque, istituzione che si occupava dei sistemi idraulici per la Laguna Veneta.
Il termine è utilizzato ancora oggi dal Patriarcato di Venezia per indicare la persona che segue la manutenzione della Basilica di San Marco  .